# Puig de Rambols
El Puig de Rambols és una muntanya de 245 metres que es troba entre els municipis de la Bisbal d'Empordà i de Forallac, a la comarca catalana del Baix Empordà.